# Dominique Cerejo
Dominique Cerejo es una cantante india de playback o reproducción, conocida por su famosa canción titulada "Yeh Tumhari Meri Baatein" de Rock On!. Ha grabado y publicado unas treinta álbumes para las bandas sonoras de Bollywood. Ella está casada con Clinton Cerejo, un productor que trabaja también en la industria de la música india.

## Carrera
Dominique participó en competiciones de cantó junto a otras celebradas, que fue organizada por una iglesia de su localidad y tomó clases de canto después de conseguir una mejor formación. Ella también grabó con su voz para jingles de anuncios publicitarios. Su primera oportunidad llegó cuando Shankar Mahadevan, trabajó con ella mientras grababa para jingles, la invitó a interpretar una canción del título para el álbum por primera vez por Shankar-Ehsaan-Loy, Dus. Aunque la película fue dejado de lado debido a la muerte del director Mukul Anand, que pasó a interpretar muchos temas de grandes compositores como A.R. Rahman, Vishal Bharadwaj y Pritam Chakraborty.Aunque la mayoría de sus famosas canciones solía cantar en coros.

## Filmografía

### Hindi
- Zindagi Na Milegi Dobara
- Impatient Vivek
- Paanch
- Brides Wanted
- Isi Life Mein
- Once Upon A Time In Mumbaai
- Kuchh Kariye
- Tum Milo Toh Sahi
- Hum Tum Aur Ghost
- Pyaar Impossible
- De Dana Dan
- Wake Up Sid
- Teree Sang
- Billu
- Rock On!!
- Victoria No. 203
- Bow Barracks Forever
- Dhoom 2
- Bas Ek Pal
- Holiday
- Neal 'N' Nikki
- Dil Jo Bhi Kahey
- Kyun! Ho Gaya Na...
- Maqbool
- Kyon?
- Moksha: Salvation
- Grahan
- Badal
- Hum Dil De Chuke Sanam
- Mere Do Anmol Ratan
- Dus

### Tamil
- Kandukonden Kandukonden
- Kadhal Desam

### Inglés
- Pray for Me Brother